# Драганлуг
45°20′ пн. ш. 17°56′ сх. д. / 45.34° пн. ш. 17.93° сх. д.
Драганлуг (хорв. Draganlug) — населений пункт у Хорватії, у Пожезько-Славонській жупанії у складі громади Чаглин.

## Населення
Населення за даними перепису 2011 року становило 3 осіб.
Динаміка чисельності населення поселення:

## Клімат
Середня річна температура становить 10,84 °C, середня максимальна – 25,09 °C, а середня мінімальна – -6,28 °C. Середня річна кількість опадів – 783 мм.
| Клімат поселення                              | Клімат поселення | Клімат поселення | Клімат поселення | Клімат поселення | Клімат поселення | Клімат поселення | Клімат поселення | Клімат поселення | Клімат поселення | Клімат поселення | Клімат поселення | Клімат поселення | Клімат поселення |
| Показник                                      | Січ.             | Лют.             | Бер.             | Квіт.            | Трав.            | Черв.            | Лип.             | Серп.            | Вер.             | Жовт.            | Лист.            | Груд.            |                  |
| Середній максимум, °C                         | 5,88             | 8,13             | 12,59            | 17,02            | 22,12            | 25,09            | 25,03            | 24,44            | 20,34            | 15,07            | 9,29             | 5,35             |                  |
| Середня температура, °C                       | −0,2             | 2,05             | 6,51             | 10,96            | 16,05            | 19,01            | 21,05            | 20,48            | 16,36            | 11,10            | 5,32             | 1,38             |                  |
| Середній мінімум, °C                          | −6,28            | −4,02            | 0,43             | 4,88             | 9,98             | 12,94            | 17,08            | 16,50            | 12,38            | 7,13             | 1,34             | −2,6             |                  |
| Норма опадів, мм                              | 49               | 49               | 47               | 59               | 72               | 99               | 70               | 67               | 57               | 70               | 80               | 64               |                  |
| Середньомісячна швидкість вітру, м/с          | 2.00             | 2.25             | 2.53             | 2.47             | 2.22             | 2.02             | 1.98             | 1.82             | 1.82             | 1.89             | 1.99             | 2.06             |                  |
| Середньомісячна сонячна радіація, кДж/м²·день | 4290             | 7037             | 10915            | 15240            | 19205            | 21226            | 22102            | 20204            | 14942            | 9252             | 4877             | 3639             |                  |
| --------------------------------------------- | ---------------- | ---------------- | ---------------- | ---------------- | ---------------- | ---------------- | ---------------- | ---------------- | ---------------- | ---------------- | ---------------- | ---------------- | ---------------- |
| Джерело:                                      |                  |                  |                  |                  |                  |                  |                  |                  |                  |                  |                  |                  |                  |